# Pitcairnioideae
Pitcairnioideae je potporodica tamjanikovki iz Južne Amerike. Sastoji se od 5 rodova.

## Rodovi
Subfamilia Pitcairnioideae Harms
1. Pitcairnia L'Hér. (421 spp.)
2. Fosterella L. B. Sm. (34 spp.)
3. Encholirium Mart. ex Schult. & Schult.f. (38 spp.)
4. Dyckia Schult.f. (205 spp.)